# Buske (Wosnessensk)
Buske (ukrainisch Бузьке; russisch Бугское Bugskoje) ist ein Dorf in der ukrainischen Oblast Mykolajiw mit etwa 1800 Einwohnern (2025).

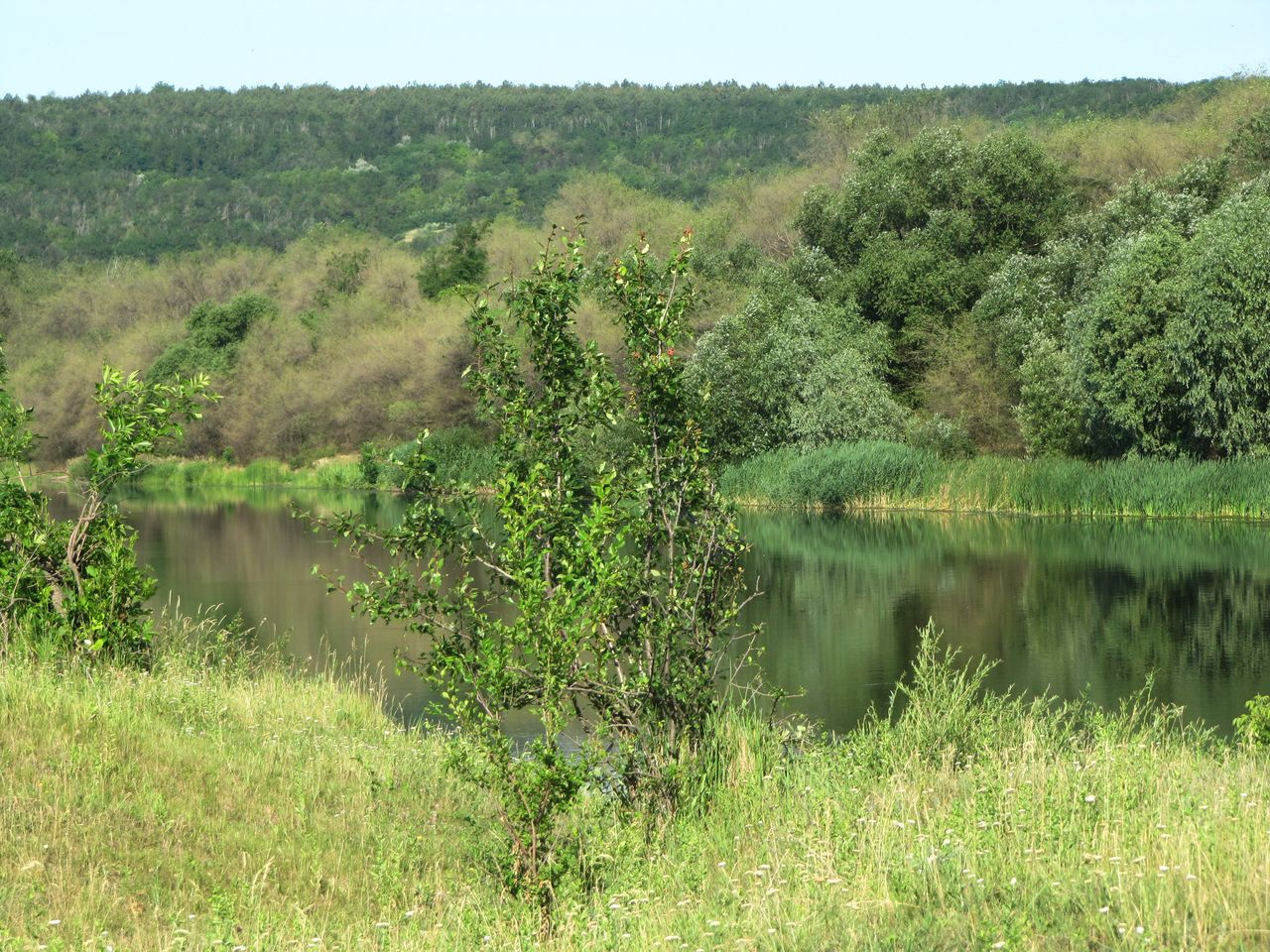
Der Südliche Bug bei Buske

Das Ende des 17. Jahrhunderts gegründete Dorf (eine weitere Quelle nennt das Jahr 1790) liegt am linken Ufer des Südlichen Bugs, 12 km nordwestlich vom Rajonzentrum Wosnessensk und 100 km nordwestlich vom Oblastzentrum Mykolajiw.
Durch das Gemeindegebiet verläuft die nationale Fernstraße N 24.

## Verwaltungsgliederung
Am 12. September 2016 wurde das Dorf zum Zentrum der neugegründeten Landgemeinde Buske (Бузька сільська громада/Buska silska hromada). Zu dieser zählten auch das Dorf Taboriwka, bis dahin bildete es die gleichnamige Landratsgemeinde Buske (Бузька сільська рада/Buska silska rada) im Westen des Rajons Wosnessensk.
Am 12. Juni 2020 kamen noch weitere 6 in der untenstehenden Tabelle aufgelisteten Dörfer sowie die Ansiedlung Wosnessenske zum Gemeindegebiet.
Folgende Orte sind neben dem Hauptort Buske Teil der Gemeinde:
| Name                     | Name           | Name                                |
| ukrainisch transkribiert | ukrainisch     | russisch                            |
| ------------------------ | -------------- | ----------------------------------- |
| Hryhoriwske              | Григорівське   | Григоровское (Grigorowskoje)        |
| Malosolone               | Малосолоне     | Малосолёное (Malosoljonoje)         |
| Razynska Datscha         | Рацинська Дача | Рацинская Дача (Razinskaja Datscha) |
| Soldatske                | Солдатське     | Солдатское (Soldatskoje)            |
| Stepowe                  | Степове        | Степовое (Stepowoje)                |
| Taboriwka                | Таборівка      | Таборовка (Taborowka)               |
| Wassyliwka               | Василівка      | Василевка (Wassilewka)              |
| Wosnessenske             | Вознесенське   | Вознесенское (Wosnessenskoje)       |